# Ponte de Hong Kong-Macau-Zhuhai
A Ponte de Hong Kong-Macau-Zhuhai (em chinês:  港珠澳大橋) é a mais extensa ponte marítima do mundo. As estimativas de custos do projeto dizem que o custo da ponte ultrapassou mais de 1,9 mil milhões de euros. Segundo outras fontes, os custos da construção chegaram a CN¥ 126.9 mil milhões (aproximadamente US$18.8 mil milhões, € 6.4 mil milhões ou R$ 27 bilhões.

Percurso da ponte marítima

A estrutura principal mede 29,6 quilómetros enquanto que a parte secundária mede 22,6 quilómetros, juntamente de um túnel subaquático de 6,7 quilómetros, estando conectados a duas ilhas artificiais e fazendo a integração logística e financeira de nove cidades chinesas localizadas no delta do Rio das Pérolas (Guangzhou, Shenzhen, Zhuhai, Foshan, Dongguan, Zhongshan, Jiangmen, Huizhou e Zhaoqing) e  as duas regiões administrativas especiais do país: Hong Kong e Macau, tendo assim uma extensão total de cerca de 55 quilómetros.
Após nove anos de construção (o projeto começou a ser construído em dezembro de 2009 e as previsões iniciais eram de que ele estaria concluído em meados de 2016,mas devido a inúmeros atrasos durante a execução do seu projeto ele foi concluído no segundo semestre de 2018)) e o primeiros carros a atravesar a ponte foram da comitiva que levava o presidente da China que atravessou a ponte entrando ao final da cerimônia de inauguração pela entrada principal da ponte em no subdistrito de Gongbei,exatamente no ponto fronteiriço entre a Zona Econômica Especial de Zhuhai e a região de Macau e terminando a sua travessia já no acesso principal ao Aeroporto Internacional de Hong Kong,na ilha artificial de Lantau.
Apesar da extensão, inovação e facilidade de acessos proporciona — a ponte é a principal ligação terrestre entre as duas Regiões Administrativas Chinesas e a República Popular da China, reduzindo o trajeto entre os dois territórios apenas quarenta e cinco minutos, algo que até então em média demorava cerca de 60 a 70 minutos quando era feito por meio de balsa e que já de carro chegava a durar mais de 4 horas. Ao mesmo tempo que a ponte foi elogiada pela opinião pública,a execução do projeto da ponte tornou-se alvo de diversas críticas e problemas graves durante a execução da sua obra.Um total de 19 operários morreram e quase 300 ficaram feridos nas diversas fases do projeto. Uma outra discussão envolveu parte da opinião pública das duas regiões especiais,esta era a questão de que no primeiro momento,a ponte não estaria aberta ao transporte público das três partes envolvidos (o trajeto da ponte envolve zonas aduaneiras diferentes). Com isso, apenas os veículos privados ou então aqueles que tiverem uma autorização tripla poderiam transitar nela.